# Könyvtárosképzés Erdélyben
Könyvtárosképzés Erdélyben magyar nyelven Marosvásárhelyen folyt (1951–54). A IX. osztálytól működő szakiskola Románia minden magyarlakta területéről toborozta hallgatóit. A rendes középiskolai tananyag mellett olyan könyvtárosi szaktárgyakat is tanítottak, mint könyvtárszervezés, kartotékolás, bibliográfia, címszóbeírás. Tanárai közt szerepelt Bartók Ibolya, Halász Boriska, Ring Anna, Szabó Károly, Székely Margit. A mintegy 70 hallgató itt szerzett diplomájával községi könyvtáros lett.
Gyakorló könyvtárosoknak később ugyancsak Marosvásárhelyen tartottak nyaranta három-négyhetes magyar nyelvű továbbképző tanfolyamot a Tartományi Könyvtárban az 1950-es évek végén. Évente 25–30 hallgatója írás- és könyvtártörténetet, szervezést, szakkatalógusi kiképzést kapott.
Állandó jellegű könyvtárosképzés folyt a bukaresti 1. számú és a marosvásárhelyi 2. számú Şcoala Medie Culturală keretében.
1990-től fogva az EMKE Könyvtári Szakosztályán a Kolozsvárt működő Heltai Alapítvány bekapcsolásával, 1992-től a Babeş–Bolyai Egyetem magyar tanszékén sikerült magyarországi könyvtárügyi szakértők részvétele és anyagi támogatása mellett erdélyi továbbképző tanfolyamot és szakmai tanácskozásokat szervezni, ill. a jövő magyar szakkönyvtárosképzését megindítani. Néhány könyvtári területen dolgozó erdélyi szakember szakképzése Magyarországon vált biztosítottá.

## Lásd még
- Könyvtár Erdélyben